# Cyclone Fani
Le cyclone extrêmement sévère Fani (bengali : ফণী,) est le deuxième cyclone tropical qui s'est formé dans la région de l'océan Indien nord pendant la saison 2019 et le premier à atteindre le seuil de cyclone sévère. Le 3 mai 2019, il atteint la ville de Purî, dans l'État indien de l'Odisha.
Il est issu d'une dépression tropicale qui s’est formée à l’ouest de Sumatra, dans l’océan Indien le 26 avril. Suivie par le Joint Typhoon Warning Center (JTWC) sous l'identificateur 01B, elle a lentement dérivé vers l'ouest dans une zone propice au renforcement. Le système s’intensifia et deux jours plus tard deviendra le cyclone Fani. Le système se dirigea vers le nord, luttant contre un cisaillement des vents modéré en altitude qui entravait sa progression. Après être sorti de cette zone, Fani a commencé à s'intensifier rapidement et est devenu un cyclone extrêmement violent le 30 avril. L’intensité maximale fut atteinte le 2 mai, en tant que cyclone extrêmement sévère, l’équivalent d’un ouragan de catégorie 4 dans l'Échelle de Saffir-Simpson. Fani a continué à maintenir sa force jusqu'au moment de toucher la côte de l'Inde, sa structure convective s'est rapidement dégradée par la suite. Le 3 mai, Fani traversa Calcutta à l'intensité de simple cyclonique et le lendemain s'est affaibli en dépression tropicale. Le 4 mai 2019, après s'être affaiblit en dépression résiduelle, il atteint le Bangladesh.
Avant l'arrivée sur les terres, les autorités indiennes et bangladaises avaient déplacé au moins un million de personnes vers les hauteurs et les abris paracycloniques le long de la trajectoire prévue de Fani, ce qui aurait réduit le nombre de morts qui en a résulté,. Au 16 mai 2019, 89 personnes auraient été tuées par Fani dans l'est de l'Inde et au Bangladesh.

## Évolution météorologique
Le service météorologique indien (IMD) a commencé à suivre une dépression située à l'ouest de Sumatra le 26 avril et l'a classée comme étant BOB 02. Plus tard dans la journée, le JTWC a émis un bulletin de formation de cyclones tropicaux pour le même système. Par la suite, en se déplaçant vers le nord, il s'est transformée en dépression profonde à 0 h 0 UTC le 27 avril. Le JTWC a alors commencé à le désigner comme 01B. Six heures plus tard, l'IMD a rehaussé le système en tempête cyclonique (équivalent de tempête tropicale dans le bassin Atlantique) et lui a donné le nom de Fani.
Le système a continué de s’intensifier jusqu’à 18 h 0 UTC, après quoi il a stagné pendant plus d’une journée alors que la convection autour du centre de la tempête variait. Fani a repris son renforcement vers 18 heures plus tard, l’IMD a lors rehaussé à tempête cyclonique sévère. Fani commença alors une période d'intensification rapide, se situant dans un environnement très favorable avec des températures de surface de la mer de 30 à 31 °C  et un faible cisaillement vertical du vent. Par conséquent, le JTWC a converti Fani en cyclone équivalent à la catégorie 1 dans l'échelle de Saffir-Simpson le 29 avril.
Le 30 avril vers 0 h 0 UTC, l'IMD a rehaussé le statut Fani à tempête cyclonique très sévère. L’organisation du système a continué de s’améliorer, avec une bande en spirale très serrée, précurseur de l’œil, ce qui a amené Fani à passer à cyclone extrêmement sévère vers 12 h UTC, soit l'équivalent d'un ouragan de catégorie 3 dans l'Échelle de Saffir-Simpson,.
Le développement a progressé plus lentement au cours des jours suivants, l'imagerie satellite du système ne s'étant guère été améliorée. Le 2 mai, toutefois, la couverture nuageuse centrale dense est devenu plus symétrique et l'œil plus distinct. Fani est devenu un cyclone équivalent à la catégorie 4 à 6 h 0 UTC. Peu de temps après, la tempête a entamé une nouvelle période d'intensification rapide, atteignant des vents soutenus d'une minute de 250 km/h, juste sous l'intensité d'un cyclone tropical équivalent à la catégorie 5 selon le JTWC.
Le 3 mai à 2 h 30 UTC, Fani a touché terre près de Purî, Odisha, avec des vents soutenus de 3 minutes à 185 km/h. La friction sur terre a rapidement dégradé la structure convective du cyclone et il s'est affaibli en cyclone équivalent à la catégorie 1 peu de temps après. Fani a continué à s'affaiblir se transformant en tempête cyclonique plus tard dans la journée avant de passer juste au nord de Calcutta. Le 4 mai, Fani est devenu une profonde dépression tropicale en se dirigeant au Bangladesh avant de dégénérer en dépression post-tropicale plus tard le même jour.

## Préparatifs
Le service météorologique indien a suivi la tempête et a émis de nombreux avertissements pour une grande partie du sud-est de l'Inde lorsque le cyclone a commencé à s'intensifier,. En prévision de l'impact, le gouvernement de l'État d'Odisha a évacué plus de 1,2 million d'habitants des zones côtières vulnérables et les a déplacés plus haut dans des abris paracycloniques construits à quelques kilomètres de la côte. Les autorités ont déployé environ un millier de secouristes et 43 000 volontaires. Il a envoyé 2,6 millions de SMS pour avertir l'arrivée de la tempête ainsi qu'utiliser la télévision, les sirènes et les systèmes de sonorisation pour communiquer le message. Environ 7 000 cuisines furent déployées pour nourrir les personnes évacuées dans 9 000 abris,.
La marine indienne a préparé des navires de guerre et des aéronefs aux bases aériennes d'Arakkonam et de Visakhapatnam pour se préparer aux conséquences de la tempête et participer aux opérations de reconnaissance, de sauvetage et de secours. À cette fin, le gouvernement d'Odisha a réquisitionné 300 bateaux à moteur, deux hélicoptères et de nombreuses scies à chaîne pour abattre des arbres.
La protection paracyclonique au Bangladesh fut déclenchée dans 19 districts côtiers. Plus de 1,2 million de personnes furent évacuées et transférées dans des abris paracyclonique. Selon les informations du Dhaka Tribune, la marine bangladaise a déployé 32 navires de guerre pour fournir des secours d'urgence et une assistance médicale aux zones côtières en cas d'urgence.

## Impact

### Bangladesh
Au 16 mai, Fani avait fait 17 morts dans 10 districts. La tempête a endommagé 13 000 habitations, dont 2 243 complètement détruites, et rasé environ 50 000 hectares de terres agricoles dans 35 districts du pays, les pertes agricoles s'élevant à 4,6 millions $US. Les dégâts totaux au Bangladesh ont atteint 63,6 millions $US
Le gouvernement du Bangladesh a distribué du riz, des aliments séchés et 234 000 $US aux personnes touchées par le cyclone.

### Inde

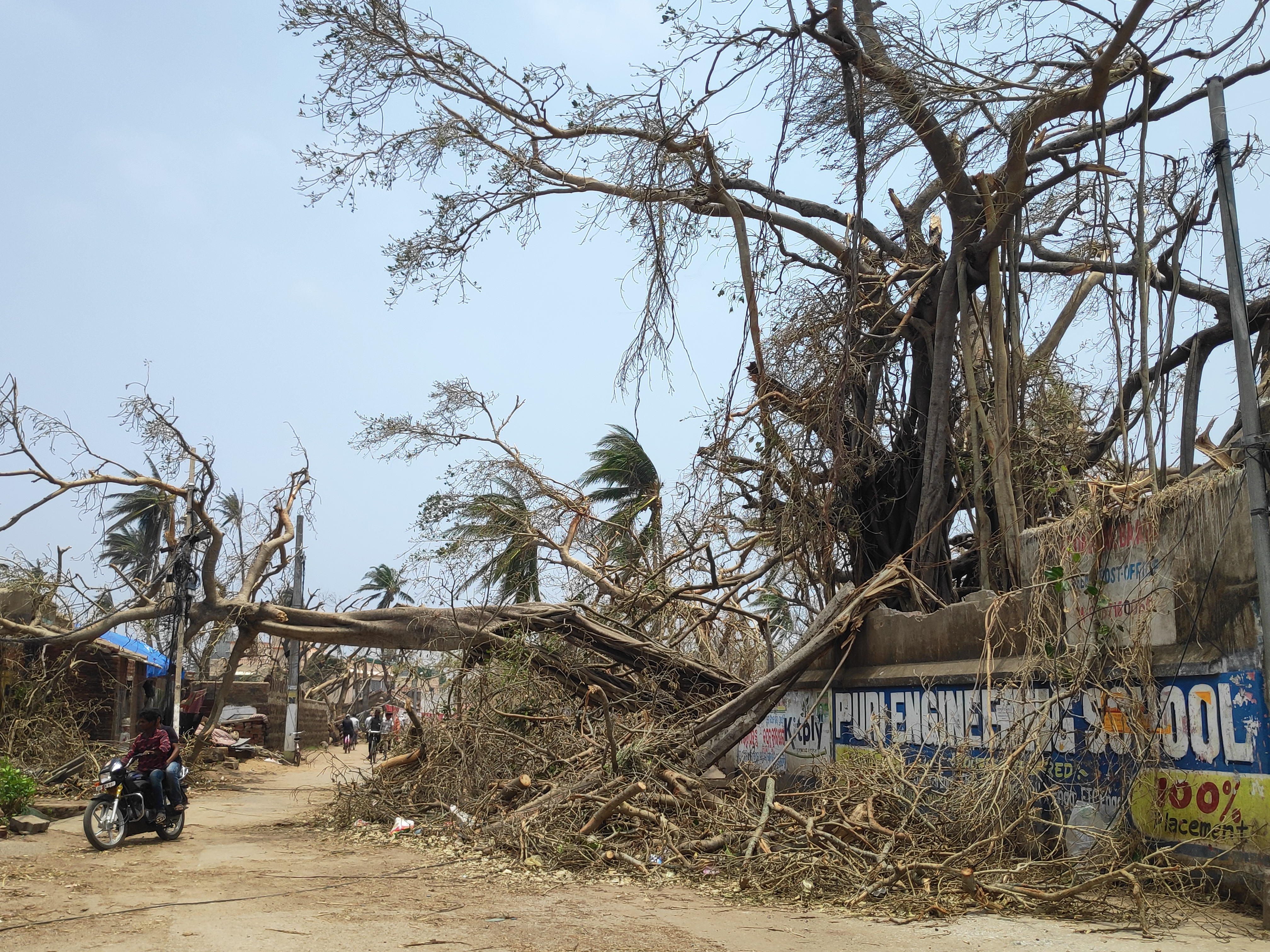
Dommages à Purï.

Au 16 mai, le cyclone au moins 72 morts en Inde : 64 en Odisha et 8 dans deux districts d'Uttar Pradesh,,. 
La tempête a nui à l’approvisionnement en électricité et aux télécommunications dans plusieurs zones côtières d’Odisha et, dans une moindre mesure, du Bengale occidental. Les districts de Purï et Khordha (Odisha) furent les plus touchés. Le temple de Jagannath à Purï a subi des dommages mineurs, le coût de la réparation fut cependant estimé à 738 000 $US. L'université Siksha 'O' Anusandhan a également subi des dommages d'environ 4,3 millions $US. Les dommages totaux à Odisha ont été estimés à environ 1,73 milliard $US, principalement des dommages matériels et le coût des secours. Mais l'État d'Odisha a estimé à 2,46 milliards $US le montant pour reconstruire ses infrastructures.
L'État d'Andhra Pradesh n'a signalé aucune perte de vie ou de blessure, mais a estimé les dommages économiques à 8,5 millions $US dans les districts de Srikakulam et Vizianagaram.
Le Premier ministre de l'Inde, Narendra Modi, a annoncé le 3 mai que le gouvernement avait débloqué immédiatement plus de 145 millions $US pour les États touchés par Fani.